# Ranc
Ranc je priimek več znanih Slovencev: 
- Tomaž Ranc, TV-voditelj